# Andreas Prokisch
Andreas Prokisch († März 1945 im Konzentrationslager Dachau) war ein sudetendeutscher Kommunalpolitiker (DCSVP). Er war von 1933 bis 1938 Bürgermeister der Stadt Eger in der Tschechoslowakei.

## Leben und Wirken
Nachdem bei der Gemeindewahl am 19. März 1933 der bisherige Bürgermeister Johann Schneider als Kandidat der DNSAP mit den meisten Stimmen wiedergewählt worden war, aber diese Wahl vom Innenministerium der Tschechoslowakischen Republik nicht bestätigt wurde, wurde Andreas Prokisch von der DCSVP als Kompromisskandidat aufgestellt und zum Bürgermeister von Eger gewählt. In der Stadt Eger lebten damals über 30.000 Einwohner. Unmittelbar nach dem Dienstantritt Prokischs gründete Konrad Henlein am 1. Oktober 1933 in Eger die Sudetendeutsche Heimatfront (1935 umbenannt in Sudetendeutsche Partei) mit dem Ziel der „Zusammenfassung aller Deutschen“ in der Tschechoslowakischen Republik.
Während seiner Dienstzeit wurden u. a. die Wallenstein-Festspiele wiederbelebt.
Unmittelbar nach dem Einmarsch der deutschen Truppen und der Besetzung der deutschbesiedelten Grenzregionen der Tschechoslowakei, der die Bildung des deutschen Reichsgaus Sudetenland folgte, wurde der christlich-soziale Bürgermeister Prokisch am 7. Oktober 1938 für abgesetzt erklärt und durch den bisherigen Ortsgruppenleiter der Sudetendeutschen Partei Ernst Haas abgelöst.
Prokisch wurde in den letzten Jahren des Zweiten Weltkrieges wegen antideutscher Äußerungen in das Konzentrationslager Dachau eingeliefert, wo er im März 1945 starb.